# Eudistoma punctatum
Eudistoma punctatum is een zakpijpensoort uit de familie van de Polycitoridae. De wetenschappelijke naam van de soort werd voor het eerst geldig gepubliceerd in 2001 door het echtpaar Claude en Françoise Monniot.